# Aqueduc d'Óbidos
L'aqueduc d'Óbidos (portugais : Aqueduto de Óbidos) est un aqueduc du XVIe siècle qui enjambe la municipalité portugaise d'Óbidos.

## Histoire
L'aqueduc d'Óbidos a été construit sur ordre de Catherine d'Autriche vers 1570. Achevé en 1575, il était long de 6 km dont les 3 premiers en souterrain. Seuls les 850 derniers mètres du pont-aqueduc subsistent, qui sont classés bien d'intérêt public depuis 1962.